# 亞納奧爾霍山 (卡爾卡省)
13°13′18″S 71°57′1″W / 13.22167°S 71.95028°W
亞納奧爾霍山（Yanaorjo），是秘魯的山峰，位於該國南部庫斯科大區的卡爾卡省，屬於安第斯山脈中烏魯潘帕山脈的一部分，海拔高度4,800米。